# Gjergj Bardhi
Gjergj Bardhi, o Giorgio Bianchi, conegut breument com Grili, (1575 – 16 d’octubre de 1646) fou un prelat albanès de l’Església Catòlica Romana.
Va néixer a la regió de Zadrima, a l’actual nord d’Albània, l’any 1575. La seva família incloïa diverses figures notables de la història albanesa, com Frang Bardhi, escriptor dels primers temps de la literatura albanesa. L’any 1621 esdevingué vicari apostòlic de la diòcesi catòlica romana de Sapë, on va viure a la parròquia de Sant Esteve. L’any 1623 va ser nomenat bisbe de la diòcesi de Sapë. El 1635 fou nomenat arquebisbe d’Antivari. Serví com a administrador apostòlic de Sèrbia de març a novembre de 1644, quan fou novament nomenat bisbe de Sapa. Gjergj Bardhi va morir el 16 d’octubre de 1646 a la zona de l’actual Shkodër.